# Anne-Frank-Baum

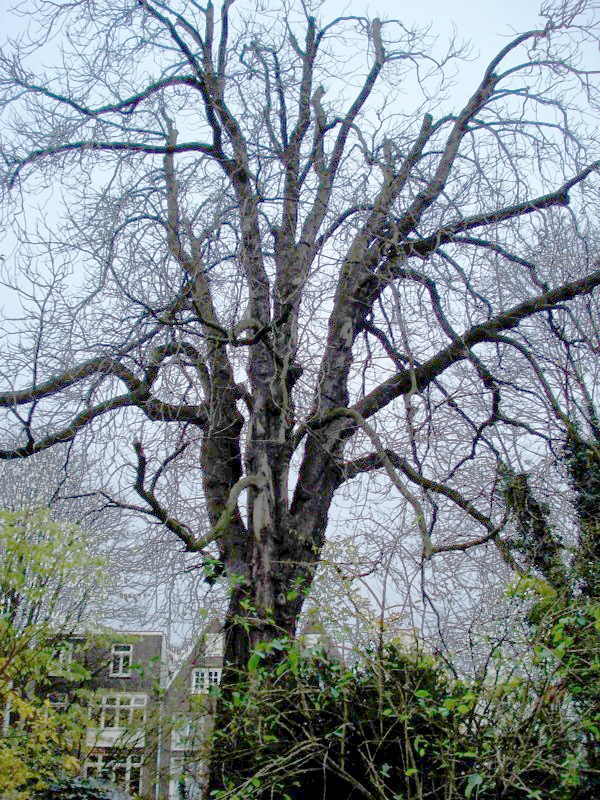
Der Anne-Frank-Baum im Jahr 2006

Der Anne-Frank-Baum (* Mitte des 19. Jahrhunderts, † 23. August 2010) war eine Weiße Rosskastanie (Aesculus hippocastanum) in Amsterdam, die im Tagebuch der Anne Frank ausführlich geschildert wurde. Dieser große, dicke Baum war eines der wenigen Stückchen Natur, die das junge Mädchen vom Hinterhaus aus sehen konnte, in dem sie sich zusammen mit ihrer Familie während der Okkupation der Niederlande durch deutsche Truppen versteckt hielt. Er fiel am 23. August 2010 nach einem schweren Unwetter um.
In ihrem Tagebuch schilderte Anne Frank, dass der Anblick des Baumes sie mit Hoffnung erfüllte und ihr Trost spendete. Der Baum, dessen Alter auf 150 bis 170 Jahre geschätzt wird, war wahrscheinlich einer der ältesten Kastanienbäume in Amsterdam. Der Baum hatte seit einigen Jahren sowohl einen Pilz- als auch einen Mottenbefall zu verkraften.

## Anne Frank und der Baum
Der Baum wird einige Male in Anne Franks Tagebuch erwähnt. Ihre Gefühle für den Baum werden unter anderem mit dem Tagebucheintrag vom 23. Februar 1944 zusammengefasst:

„Fast jeden Morgen gehe ich auf den Dachboden hinauf, um die stickige Luft aus meinen Lungen zu pusten. Vom meinem Lieblingsplatz aus auf dem Boden, sehe ich hinauf in den blauen Himmel und in den kahlen Kastanienbaum, an dessen Zweigen kleine Tropfen wie Silber glitzern. Und ich sehe die Möwen und die anderen Vögel, wie sie im Wind gleiten. So lange wie dies existiert, so dachte ich, werde ich leben mögen, um dies zu sehen, diesen Sonnenschein, diesen wolkenlosen Himmel. Solange dies andauert, kann ich nicht unglücklich sein.“

Otto Frank, Annes Vater, beschrieb 1968 in einer Rede seine Gedanken beim ersten Lesen des Tagebuches. Er beschrieb seine Überraschung, als er von der Wichtigkeit des Baumes für Anne erfuhr, wie folgt:

„Wie konnte ich wissen, wie viel es für Anne bedeutete, ein Stückchen blauen Himmel zu sehen, die Möwen in ihrem Flug zu beobachten und wie wichtig ihr der Kastanienbaum war, wenn ich daran denke, dass sie sich nie für die Natur interessiert hatte. Aber sie sehnte sich danach, als sie sich wie ein Vogel im Käfig fühlte. Schon der Gedanke an die freie Natur gab ihr Trost. Doch alle diese Gefühle hatte sie für sich selbst behalten.“

## Rettungsbemühungen für den Baum

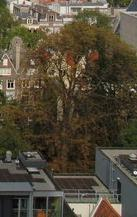
Anne-Frank-Baum

Die Sorgen um die Gesundheit des Baumes bestanden schon mindestens seit 1993, als eine Bodenanalyse ergab, dass der Leckausfluss eines nahegelegenen unterirdischen Brennstofftanks das Wurzelsystem des Baumes gefährdete. Die Stadt Amsterdam gab damals 160.000 Euro für ein Bodensanierungsprogramm aus, um den Baum zu retten. Bis zuletzt wurde der Baum von der recht aggressiven Pilzart Flacher Lackporling (Ganoderma applanatum) angefallen, der das Holz verfaulen lässt und die Stabilität des Baumes somit stark beeinträchtigt. Zudem sorgte der Befall der Rosskastanienminiermotte für vorzeitige Braunfärbung und Laubfall.
Am 26. Mai 2005 wurde die Baumkrone stark zurückgeschnitten, nachdem eine sechsmonatige Untersuchung des Baumexperten des Amsterdamer Stadtteils Centrum ergeben hatte, dass dies die beste Möglichkeit sei, die Stabilität des Baumes zu gewährleisten. Die Krankheit schritt dennoch weiter fort. Eine Untersuchung im Jahr 2006 ergab, dass mittlerweile schätzungsweise 42 % des Holzes verfault waren – ein Untersuchungsergebnis, das jedoch von anderen Baumexperten angezweifelt wurde. Die Verwaltung des Stadtteils Centrum meinte daraufhin, dass das Absterben des Baumes unvermeidbar sei. Sie empfahl dem Grundstücksbesitzer, die Erlaubnis für das Fällen des Baums einzuholen, um das Risiko eines Zusammenbruchs dieses großen Baumes auszuschließen. Doch hatten inzwischen weitere Untersuchungen einschließlich zweier Zugproben gezeigt, dass der Baum immer noch eine hinreichende Stabilität besaß. Selbst bei Windstärke 11 würde er nicht umfallen.
Vorerst gerettet wurde der Anne-Frank-Baum durch Anwohner und Sympathisanten, die sich 2006 zusammen mit der Bomenstichting (Baumstiftung) in einer Arbeitsgruppe zusammengefunden hatten und vor Gericht erwirkten, dass der Baum nicht gefällt wurde. Sie gründeten die Stiftung Support Anne Frank Tree, um die Verantwortung für ihn zu übernehmen. Nach langen Auseinandersetzungen mit der Verwaltung erreichten sie, dass der Baum stehen bleiben durfte und an die Stiftung übertragen wurde. Allerdings musste eine Stützkonstruktion für den Baum errichtet werden. Am 1. Februar 2008 übernahm die Stiftung die Sorge für den Baum. Die Stützkonstruktion wurde im April 2008 fertiggestellt, woran zahlreiche Baufirmen unentgeltlich mitwirkten. Ein internationales Team renommierter Baumexperten betreute bis zuletzt die Kastanie im Auftrag der Stiftung.
Am 23. August 2010 brach der Baum, einen Meter über dem Boden, nach einem Sturm entzwei und stürzte mitsamt dem Gerüst um. Am 26. und 27. August wurde er zersägt und abtransportiert. Der Hauptauftragnehmer für das Gerüst hat sich auch um den Abtransport gekümmert. Nachdem es zwischen der Stiftung und ihm zu Streit gekommen war, lagen die Reste des Baums im Juni 2011 noch immer auf dessen Grundstück, ohne das geklärt war, was mit dem Holz geschehen sollte.

## Ableger des Baumes
Heute gibt es Ableger des Anne-Frank-Baumes, welche erworben werden können. So pflanzten 2019 unter anderem Vertreter der Vereinten Nationen einen Anne-Frank-Baum vor dem UN-Hauptquartier in New York. Ebenso wurde im Herbst 2019 ein Anne-Frank-Baum im Eifelort Uedelhoven als „Zeichen gegen Rassismus und Antisemitismus“ gepflanzt. Einen weiteren Ableger erhielt die Stadt Ibbenbüren im März 2022 von ihrer Partnerstadt Hellendoorn. Seine Krone wurde in der Nacht auf den 17. Dezember 2023 von Unbekannten abgesägt. Die Polizei schloss einen antisemitischen Hintergrund nicht aus.